# Liste der Monuments historiques in Bellevigne-en-Layon
Die Liste der Monuments historiques in Bellevigne-en-Layon führt die Monuments historiques in der französischen Gemeinde Bellevigne-en-Layon auf.

## Liste der Bauwerke
| Bezeichnung            | Beschreibung                         | Standort                    | Kennzeichnung | Schutzstatus | Datum | Bild |
| ---------------------- | ------------------------------------ | --------------------------- | ------------- | ------------ | ----- | ---- |
| Moulin de la Montagne  | Windmühle, erbaut im 19. Jahrhundert | (Lage)                      | PA00109371    | Inscrit      | 1980  |      |
| Manoir Le Gué du Berge | Herrenhaus, erbaut 1855              | 2, rue des Fontaines (Lage) | PA49000054    | Inscrit      | 2006  |      |

## Liste der Objekte
- Monuments historiques (Objekte) in Bellevigne-en-Layon in der Base Palissy des französischen Kultusministeriums